# Ghiacciaio Strinava
Il ghiacciaio Strinava (in inglese: Strinava Glacier) è un ghiacciaio lungo 6 km e largo 3, situato sulla costa di Zumberge, nella parte occidentale della Terra di Ellsworth, in Antartide. In particolare, il ghiacciaio, il cui punto più alto si trova a quasi 2.000 m s.l.m., è situato sul versante orientale della catena principale della dorsale Sentinella, nelle montagne di Ellsworth. Da qui esso fluisce verso est scorrendo tra il versante nord-orientale del monte Farrell e quello sud-orientale del monte Levack, nelle cime Sullivan, fino ad unire il proprio flusso a quello del ghiacciaio Dater, a ovest del picco Dickey.

## Storia
Il ghiacciaio Strinava è stato così battezzato dalla Commissione bulgara per i toponimi antartici in onore della fortezza di Strinava, nella Bulgaria settentrionale.